# Wouldn't It Be Good
Singles de Nik Kershaw
I Won't Let the Sun Go Down on Me
(1983) Dancing Girls
(1984)
Wouldn't It Be Good est une chanson écrite, composée et interprétée par le chanteur britannique Nik Kershaw, sortie en single le 21 janvier 1984, extraite de l'album Human Racing.
Deuxième single du chanteur, il remporte un succès international, se classant dans les dix premières places des charts de plusieurs pays.

## Clip
Le clip, réalisé par Storm Thorgerson, utilise l'effet spécial de l'incrustation pour le costume avec des images animées porté par Nik Kershaw. Ce dernier tient le rôle d'un personnage qui cherche à établir un contact a priori avec des extraterrestres.

## Liste des titres
45 tours
- Face A : Wouldn't It Be Good — 4:35
- Face B : Monkey Business — 3:28

Maxi 45 tours
- Face A : Wouldn't It Be Good (special extended mix) — 6:50
- Face B : Monkey Business — 3:28

## Classements hebdomadaires
| Classement (1984)                      | Meilleure place |
| -------------------------------------- | --------------- |
| Afrique du Sud (Springbok Radio)       | 14              |
| Allemagne (GfK Entertainment)          | 2               |
| Australie (ARIA)                       | 5               |
| Autriche (Ö3 Austria Top 40)           | 12              |
| Belgique (Flandre Ultratop 50 Singles) | 17              |
| Canada (RPM 100 Singles)               | 9               |
| États-Unis (Billboard Hot 100)         | 46              |
| France (IFOP)                          | 29              |
| Irlande (IRMA)                         | 2               |
| Italie (FIMI)                          | 10              |
| Norvège (VG-lista)                     | 6               |
| Nouvelle-Zélande (RMNZ)                | 16              |
| Pays-Bas (Nederlandse Top 40)          | 24              |
| Pays-Bas (Single Top 100)              | 32              |
| Royaume-Uni (UK Singles Chart)         | 4               |
| Suisse (Schweizer Hitparade)           | 3               |

## Certifications
| Pays              | Certification | Unités certifiées |
| ----------------- | ------------- | ----------------- |
| Royaume-Uni (BPI) | Argent        | 250 000           |

## Reprises
La chanson a été reprise par de nombreux artistes comme Danny Hutton Hitters sur la bande originale du film Rose bonbon (Pretty in Pink) en 1986, Soulwax en 2000, Pure Pressure en 2003 (classée 68e en Autriche et 91e en Allemagne), Cascada en 2006 (54e en Suède), Tina Arena en 2008 ou Placebo en face B du single For What It's Worth en 2009, elle fut aussi chantée en allemand en 1984 par Juliane Werding sous le titre Sonne auf der Haut, version qui s'est classée 64e en Allemagne,.

## Version de Cascada
Singles de Cascada
Truly, Madly, Deeply
(2006) Ready For Love
(2006)
Wouldn't It Be Good est un single de l'album Everytime We Touch du groupe Cascada. Le single est sorti uniquement en Suède.

### Liste des pistes
1. Wouldn’t It Be Good (Radio Edit)
2. Wouldn’t It Be Good (Club Mix)

### Classement hebdomadaire
| Pays                      | Meilleure position |
| ------------------------- | ------------------ |
| Suède (Sverigetopplistan) | 54                 |